# Giuseppe Rovella
Giuseppe Rovella (Palazzolo Acreide, 12 dicembre 1926 – Palazzolo Acreide, 26 marzo 1989) è stato uno scrittore, drammaturgo e filosofo italiano.

## Biografia
Giuseppe Rovella nacque a Palazzolo Acreide, in provincia di Siracusa, il 12 dicembre del 1926. Apparteneva ad una famiglia contadina di solida fede cristiana. Tre fratelli ed una sorella erano sopravvissuti a 12 gravidanze. Dopo la scuola elementare frequentò la scuola media ad Ispica, in provincia di Ragusa, nel convento dei cappuccini, alla scuola dello zio cappuccino. Questa esperienza lasciò tracce indelebili nella formazione e nello sviluppo intellettuale di Giuseppe che visse all'insegna della contraddizione nella ricerca della sua strada. Contraddizione che visse sempre in termini positivi, come caratteristica dell'uomo che pensa. A Catania si iscrisse in Lettere e Filosofia e fu tra gli alunni più stimati del prof. Cleto Carbonara che insegnava filosofia teoretica. Si laureò il 2 giugno 1948 con una tesi di estetica, sul rapporto fra contenuto e forma in arte. Gli interessi per l'estetica rimasero permanenti. Insegnò storia e filosofia nei licei, di Noto e Palazzolo, dove per un breve periodo, fu anche preside, incarico dal quale si dimise per tornare all'insegnamento. Morì nella sua casa natale il 26 marzo 1989.

## Opere
Dopo alcune recensioni di filosofia nella rivista Sophia, rivista fondata da Carmelo Ottaviano e due raccolte di poesie pubblicate da Gastaldi Editore Milano, il suo vero esordio fu L'uomo, una filosofia, opera di filosofia teoretica, pubblicata da Giannini Napoli, nel 1975, con prefazione di Cleto Carbonara. In quest'opera Rovella in un serrato confronto con i grandi della filosofa affronta, in termini critici, la metafisica ed espone il suo convincimento che la ricerca senza condizioni, attraverso l'intelligenza attiva e creatrice può aprire all'uomo orizzonti creativi, nuovi, seppur rischiosi. La metafisica, sostiene Rovella, imprigiona in schemi rigidi e vincolanti. Pervenire all'autocoscienza è il compito più degno del pensiero, che pur problematico in sé non rimane imprigionato nel problematicismo. Il rapporto con Spirito e Carbonara fu stimolo attivo e personale nella ricerca di Rovella. 
Deneb, romanzo, fu pubblicato nel 1977 da Salvatore Sciascia Caltanissetta - Roma con prefazione di Francesco Gallo. Si tratta di un romanzo filosofico che narra la pulsione verso l'oltre, attenuando, così, la precedente critica verso la metafisica e aprendo verso il mistero che, nel romanzo comporta il confronto con tre donne che rappresentano tre volti diversi della verità. La stella Deneb è metafora della pulsione verso l'alto. In quest'opera abbondano i riferimenti autobiografici da cui emerge l'attaccamento alla casa natia, che non abbandonerà finché visse, alla famiglia e soprattutto ad un modello di vita contadina morigerata e sobria. Lo stile narrativo è affabulante.
L'autocoscienza e il "trionfo della morte" nell'ultima opera di Giovanni Gentile in AA.VV, Il pensiero di Giovanni Gentile, Enciclopedia Italiana, Roma, 1977. Qui si esamina il momento finale della vicenda umana e filosofica di Gentile al cui pensiero il nostro fu sempre legato.
L'errore del cerchio, romanzo del 1979, che sarà pubblicato postumo nel 2003 dalla Provincia Regionale Siracusa, con prefazione di Emanuele Messina. Predomina il colloquio interiore, lo scavo nella coscienza e nella memoria. Procede come un giallo; un tema attraversa gli avvenimenti, la libertà e la necessità di un suo contenimento. 
La Fattoria delle Querce, romanzo scritto tra il 1977 e il 1981, edito da M. Selvaggio Caruso Editore Siracusa, nel 1981. Rovella considerò questo romanzo l'espressione più piena del suo pensiero e della sua capacità di scrittura. È come un'epopea, quella della famiglia siciliana Capobianco, governata da una donna e sviluppata attraverso un intrigo di personaggi e di vicende collocate in un non luogo e in un non tempo. I discendenti Capobianco sono identici agli antenati, e la ricerca della genealogia è il problema più assillante per i personaggi. Il mito dell'eterno ritorno dell'identico fu caro al Rovella che rimase sempre legato ai miti. Fisiognomica, astrologia, venti, odori e turbamenti fanno di questo lavoro un esempio di scrittura immaginifica e personale. Scrittura di non di facile consumo. Rovella dice che con quest'opera ha tracciato una nuova “Imago Siciliae”. Nella stessa aura de La fattoria sono scritti i Racconti.
Rovella cambia di nuovo argomento, inizia quella che lui chiama la fase cristica. Scrive opere in cui la figura di Cristo e il rapporto fra le religioni sono il tema dominante.
L'ora del destino, dramma in due atti è pubblicato dall'Accademia Casentinese di Lettere, Arti, Scienze ed economia, Castello di Borgo alla Collina, Arezzo, 1986. L'Ora in persona di una donna consola il Crocifisso che muore quando una congiuntura astrale perviene al suo compimento.
Vita di Gesù, pubblicato nel 1987 con Prospettive d'Arte Milano, con prefazione di Ugo Ronfani. Gesù è visto nella sua umanità, la narrazione segue lo sviluppo dei vangeli sinottici, con qualche incursione negli apocrifi. L'autore, che pur ne ha le competenze,si tiene lontano dalle problematiche gesuologiche e cristologiche. Vuole narrare un Gesù “così come parla al cuore”.
L'Angelo e il Re, pubblicato nello stesso 1987, con prefazione di Roberto Pazzi per i tipi di Palomar Bari.I nove mesi di gravidanza di Maria vergine sono narrati con un andamento che si mescola di esoterismo e sapienza umana. Maria spesso, nel mistero del suo concepimento, nella sua realtà quotidiana, vive le vicende del suo quartiere, con le sue amiche, con qualche momento di gioia esaltata e prorompente, con un tratto zingaresco. Rovella fu sempre attratto, nella sua narrativa da zingari e vagabondi di passaggio, come incarnazione di una libertà che abbiamo smarrita.
Le Madri Racconto, Utopia Edizione, Chiaramonte Gulfi, 1988. Vi si sente l'eco di J. Bachofen. Breve raro capolavoro, pieno di mistero e poesia, di un potere magico, come scrive Guy Tosi.
Asvamedha pubblicato nel 1997 da Utopia Edizioni, Chiaramonte Gulfi, con prefazione di Ester Monachino. Raccoglie 15 racconti inediti.
Inizio d'amore pubblicato nel 2007, a cura dell'Istituto Studi Acrensi di Palazzolo Acreide. Raccoglie altri 20 racconti che l'autore pubblicò in varie riviste letterarie nazionali, a cura dell'Istituto Studi Acrensi Palazzolo Acreide. I racconti, dice l'autore, vivono nell'aura dei romanzi di questo periodo.
La vigna di Nabot, dramma in quattro quadri inedito, pubblicato nel 2013 a cura dell'Associazione Amici di G. Rovella, Palazzolo Acreide. Narra le vicende di Nabot, personaggio biblico che incontriamo nel primo libro dei Re Cap. 21. La prepotenza dei potenti e la sacralità della terra dei padri sono il filo conduttore del dramma. Nabot muore per una questione di coerenza.